# Juan José De Mario
Juan José De Mario (nacido el 29 de septiembre de 1941 en Buenos Aires, Argentina) es un exfutbolista argentino que se desempeñó como delantero. Es recordado por su paso por el Club Atlético Lanús, donde destacó en la década de 1960 en el equipo de "Los Albañiles", así como por su breve carrera en otros clubes argentinos, como Estudiantes de La Plata e Independiente.

## Carrera Futbolística

### Inicios en Estudiantes de La Plata
Juan José Demaría comenzó su carrera profesional en Estudiantes de La Plata, debutando en el primer equipo el 3 de septiembre de 1961 en un partido contra River Plate, que terminó 1-5 a favor de River. Su paso por el club fue breve, disputando solo 2 partidos sin anotar goles antes de dejar el equipo a fines de 1961. Su último partido con Estudiantes fue el 1 de noviembre de 1961, en una derrota 1-3 frente a Argentinos Juniors.

### Club Atlético Lanús (1964-1969)
De Mario es recordado principalmente por su tiempo en Lanús, donde jugó desde 1964 hasta 1969. Debutó con Lanús el 25 de abril de 1964, en un empate 0-1 contra Quilmes. Su último partido con Lanús fue el 12 de noviembre de 1969, contra Boca Juniors, donde marcó en una derrota por 1-2. Disputó 137 partidos y marcó 49 Goles.(Se ubica entre los 13 máximos goleadores del club.)

### Independiente (1970)
En 1970, De Mario se unió a Independiente, otro club destacado de Argentina. Debutó el 9 de enero de 1970, en una victoria por 2-0 contra Atlanta. Su primer gol para Independiente llegó el 20 de septiembre de 1970, en un empate 3-3 contra Vélez Sarsfield, marcando en el minuto 37. Su último partido con Independiente fue el 16 de diciembre de 1970, en una victoria por 2-0 sobre Banfield, donde también marcó. Durante su tiempo con Independiente, disputó 20 partidos y marcó 7 goles.

### Clubes Internacionales
- Once Caldas (Colombia, 1971–1972): De Mario jugó para el club colombiano Once Caldas.
- Macará y Aucas (Ecuador): Posteriormente se trasladó a Ecuador, jugando para Macará y Aucas, poniéndole punto final a su carrera.

## Clubes
| Club           | País      | Año       |
| -------------- | --------- | --------- |
| Estudiantes LP | Argentina | 1961-1964 |
| CA Lanús       | Argentina | 1964-1969 |
| Independiente  | Argentina | 1970      |
| Once Caldas    | Colombia  | 1971-1972 |
| Macará         | Ecuador   | -         |
| Aucas          | Ecuador   | -         |